# Земля Виктории
Земля Виктории (англ. Victoria Land) — район Антарктиды, ограниченный с востока морем Росса и шельфовым ледником Росса, с запада — Землёй Уилкса.

## География
Располагается между 142° и 170° в. д. и протягивается к югу до 78° ю. ш. Западная часть представляет собой горное плато с высотами до 4025 м (гора Листер). Мощность льда в центральной части земли Виктории превышает 2000—2500 м. К региону относят хребты Трансантарктических гор и сухие долины Мак-Мердо.
Расположенный в пределах Земли Виктории залив Кооперация (70°12′ ю.ш., 161°15′ в.д., залив открыт и нанесён на карту в 1958 г. Советской Антарктической экспедицией) назван в честь теплохода «Кооперация», участвовавшего в экспедиции (название заливу присвоено не позже 1959 г.).
Мыс Копосова (70°38′ ю.ш., 163°43′ в.д., мыс открыт и нанесён на карту в 1958 г. Советской Антарктической экспедицией, название присвоено не позже 1959 г.) назван по фамилии советского гидрографа Василия Васильевича Копосова (1898—1938).
Бухта Кричака (68°28′ ю.ш., 151°16′ в.д.) была открыта и нанесена на карту в 1958 году Советской Антарктической экспедицией, в 1965 году бухта была названа по фамилии погибшего в Антарктиде советского меторолога Оскара Григорьевича Кричака (1911—1960).

## Освоение
Земля Виктории была открыта в январе 1841 года экспедицией Джеймса Кларка Росса и названа в честь королевы Виктории. В 1911—1914 годах регион был исследован экспедицией Дугласа Моусона.
На Землю Виктории официально претендуют Австралия и Новая Зеландия (частично), однако по Договору об Антарктике любые территориальные притязания в этой части света с 1961 года бессрочно заморожены.
На побережье Земли Виктории с 1971 года работает советская/российская станция Ленинградская.